# Caminante (álbum de Consuelo Schuster)
Caminante es el segundo álbum de estudio de la cantante y compositora chilena Consuelo Schuster y el primer trabajo musical sin su seudónimo "May". El disco se lanzó el 17 de noviembre de 2013 y cuenta con catorce de canciones.

## Lista de canciones
| N.º | Título                           | Duración |  |
| 1.  | «Rey Arturo»                     | 4:46     |  |
| 2.  | «Caminante»                      | 3:39     |  |
| 3.  | «Todo Está Bien»                 | 3:22     |  |
| 4.  | «Desato Nudos»                   | 3:25     |  |
| 5.  | «Cenizas»                        | 4:38     |  |
| 6.  | «Tu Carta»                       | 3:54     |  |
| 7.  | «Inmortal»                       | 4:28     |  |
| 8.  | «Tira y Afloja»                  | 3:39     |  |
| 9.  | «Distancia»                      | 3:37     |  |
| 10. | «Interludio - Valentín Trujillo» | 1:11     |  |
| 11. | «Mi Adicción»                    | 4:19     |  |
| 12. | «Vuelves a Empezar»              | 4:36     |  |
| 13. | «Por Qué Te Vas»                 | 3:36     |  |
| 14. | «No Más Explicaciones»           | 3:25     |  |